# Sara Watkins
Sara Ullrika Watkins (Vista, 8 giugno 1981) è una violinista e compositrice statunitense conosciuta per essere uno dei tre membri dei Nickel Creek, band bluegrass.
Suo fratello Sean Watkins, anch'esso membro dei Nickel Creek, suona la chitarra ed è cantante del gruppo. Sean e Sara sono stati con i Nickel Creek sin dagli inizi nel 1989. Di recente ha suonato assieme al gruppo ad un progetto della Mutual Admiration Society ed a una collaborazione con Glen Phillips.
Sara suona col fratello Sean anche in un gruppo chiamato Watkins Family Hour. Nel 2006 è andata in tour col violinista Darol Anger.

## Discografia

### Carriera Solista
- Sara Watkins (2009)
- Sun Midnight Sun (2012)
- Young in All the Wrong Ways (2016)
- Under the Pepper Tree (2021)

### Collaborazioni
- More Than Words... (Sheri Lee)
- Pickin' On ZZ Top (Various Artists)
- Pickin' On Rolling Stones: A Tribute (Various Artists)
- Faraway Land (Ron Block, 2001)
- Let It Fall (Sean Watkins, 2001)
- Not All Who Wander Are Lost (Chris Thile)
- The Almeria Club Recordings (Hank Williams Jr.)
- 26 Miles (Sean Watkins)
- Further Down The Old Plank Road (The Chieftains)
- Little Worlds (Béla Fleck)
- Telluride Bluegrass Festival: Reflections, Vol. 1 (Various Artists)
- Ten From Little Worlds (Béla Fleck)
- Trouble (Ray LaMontagne)
- All Star Bluegrass Celebration (Various Artists)
- Mutual Admiration Society (Mutual Admiration Society)
- Republic of Strings (Darol Anger & the American Fiddle Ensemble)
- Flatpicking 1998 (Various Artists)
- Prize Winner of Defiance Ohio Soundtrack (Various Artists)
- Telluride Bluegrass Festival: 30 Years (Various Artists)
- What I Mean To Say Is Goodbye (Tom Brousseau)
- Turn Around (Jonny Lang)
- Blinders On (Sean Watkins)
- Oh! Gravity. (Switchfoot)
- Sweet Warrior (Richard Thompson)
- Bug - original motion picture soundtrack (Various Artists)
- Wild Hope (Mandy Moore)
- Ripe (Ben Lee)

### Nickel Creek
- Little Cowpoke (1993)
- Here to There (1997)
- Nickel Creek (2000)
- This Side (2002)
- Rare Live Tracks (2003)
- Why Should the Fire Die? (2005)
- Reasons Why: The Very Best (2006)